# Nicole Tomczak-Jaegermann

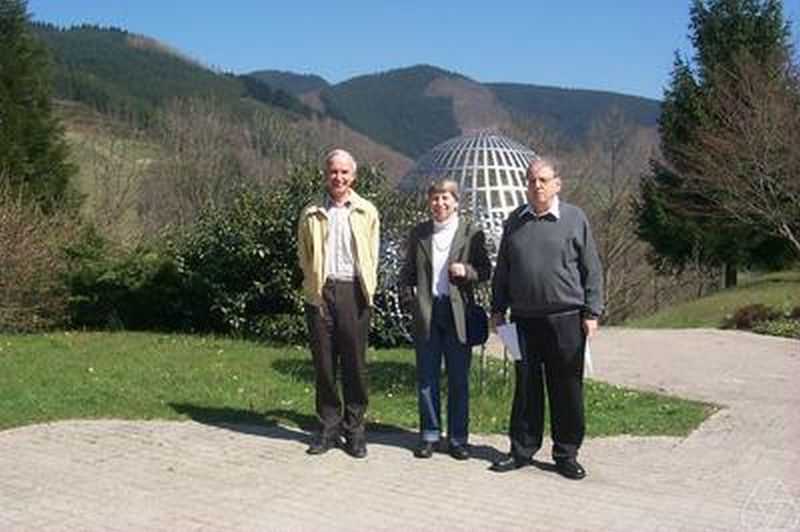
Hermann König (links), Nicole Tomczak-Jaegermann (Mitte), Joram Lindenstrauss, Oberwolfach 2003

Nicole Tomczak-Jaegermann, geborene Nicole Tomczak, (* 1945; † 17. Juni 2022 in Edmonton, Kanada) war eine polnisch-kanadische Mathematikerin, die sich mit Funktionalanalysis und speziell der Theorie der Banachräume befasste.

## Werdegang
Tomczak-Jaegermann studierte an der Universität Warschau mit Diplom-Abschluss 1968 und Promotion 1974 bei Aleksander Pełczyński. Sie war bis 1983 an der Universität Warschau und ging dann nach Kanada, wo sie Professorin für Mathematik an der University of Alberta war. Sie hatte einen Canada Research Chair in Geometrischer Analysis inne.
Sie leistete wichtige Beiträge zur Theorie unendlich dimensionaler Banachräume und asymptotischer geometrischer Analysis einschließlich Verbindungen beider Gebiete. Ihre Arbeiten (speziell eine Arbeit mit R. Komorowski (1955–2003) von 1995) spielten eine wesentliche Rolle bei der Lösung des Homogenitätsproblems für Banachräume durch Timothy Gowers 1996. Ihre Monographie über Banach-Mazur-Abstände ist ein Standardwerk.
Sie arbeitete unter anderem mit Hermann König zusammen. Von 1981 bis 1983 war sie Gastprofessorin an der Texas A&M University. Sie war Fellow der Royal Society of Canada (1996). 1999 erhielt sie den Krieger-Nelson-Preis und 2006 den CRM-Fields-PIMS Prize. Sie war Mitherausgeberin des Canadian Journal of Mathematics und des Canadian Mathematical Bulletin.
1998 war sie Invited Speaker auf dem Internationalen Mathematikerkongress in Berlin (From finite to infinite dimensional phenomena in geometric functional analysis on local and asymptotic level).

## Schriften
- Banach-Mazur-Distances and Finite Dimensional Operator Ideals, Pitman monographs and Surveys in Pure and Applied Mathematics, Band 38, Harlow: Longman Scientific & Technical 1989